# 메트라이프 센터
메트라이프 센터(Metlife Centre)는 남아프리카 공화국 케이프타운의 시티 볼 지역에 위치한 케이프타운 국제컨벤션센터(Cape Town International Convention Centre) 맞은 편에 위치한 28층, 120m의 현대적인 마천루이다. 건물의 지붕에 있는 첨탑 안테나는 22m / 72 피트의 높이이며 1993년에 완공되기 직전에 헬리콥터로 들어 올려졌다.

## 같이 보기
- 남아프리카 공화국의 마천루 목록
- 아프리카의 마천루 목록